# Hans-Werner Sinn

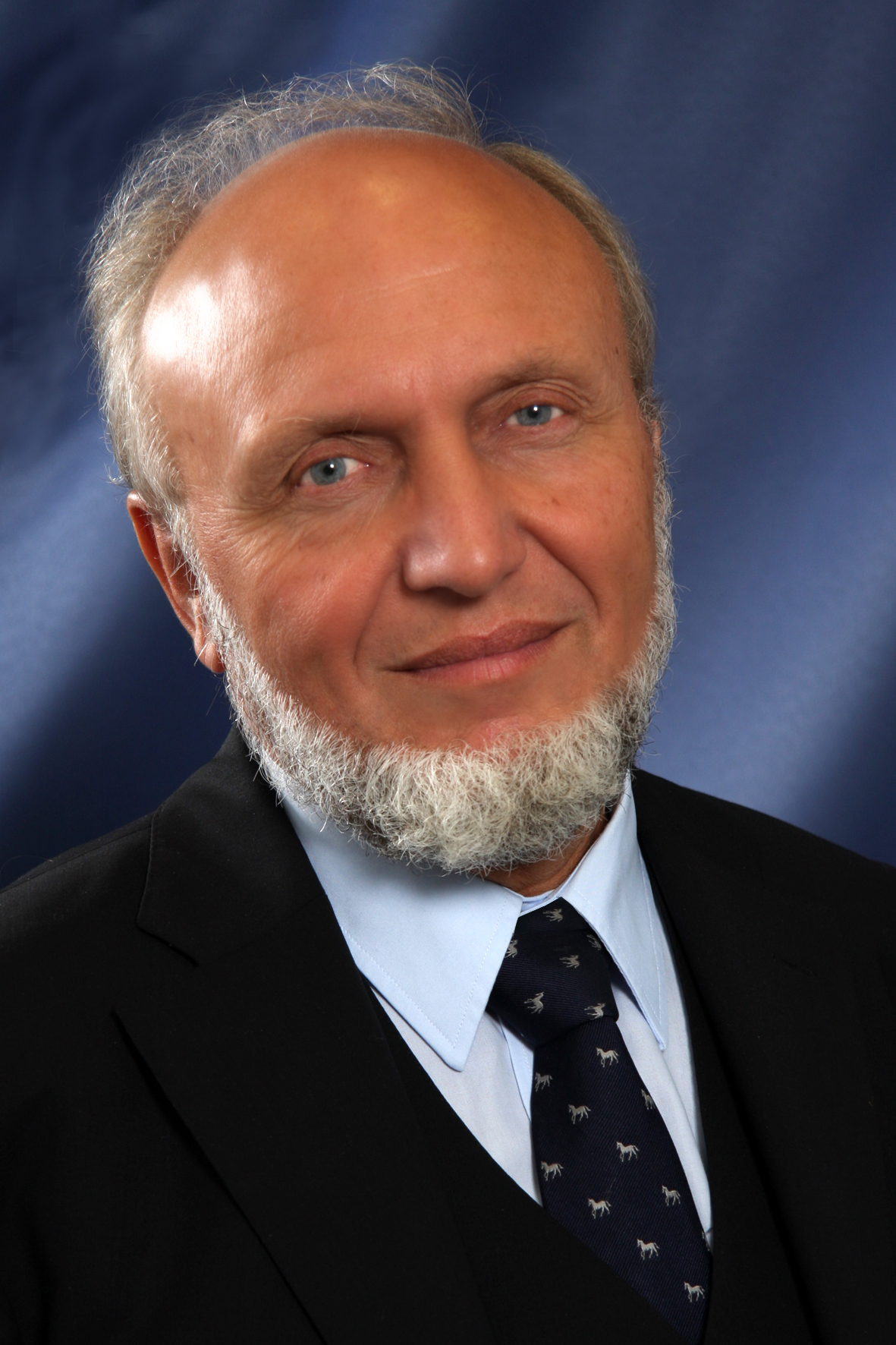
Hans-Werner Sinn (2012)

Hans-Werner Sinn (* 7. März 1948 in Brake bei Bielefeld) ist ein deutscher Wirtschaftswissenschaftler. Er ist emeritierter Hochschullehrer an der Ludwig-Maximilians-Universität München und war von 1999 bis 2016 Präsident des ifo Instituts für Wirtschaftsforschung. In seinem wissenschaftlichen Werk widmet er sich u. a. der Theorie der Entscheidungen bei Ungewissheit, der Lehre der Neoklassik, der deutschen Wiedervereinigung, dem zwischenstaatlichen Systemwettbewerb, dem Euro, dem Klimawandel sowie den wirtschaftspolitischen Entscheidungen in einer Vielzahl von Beiträgen.

## Leben
Hans-Werner Sinn wurde 1948 in eine der SPD nahestehende Arbeiterfamilie geboren. Sein Vater war Taxiunternehmer mit zwei eigenen Taxis und SPD-Mitglied. Ein Großvater Sinns war als Sozialdemokrat von den Nationalsozialisten verfolgt worden und ist in einem Konzentrationslager gestorben. Als Kind war Sinn Mitglied bei den Falken, außerdem einige Jahre bis ca. 1970 Mitglied der SPD. Sinn besuchte das Helmholtz-Gymnasium in Bielefeld, an dem er 1967 das Abitur absolvierte.
Nach dem Studium der Volkswirtschaftslehre an der Westfälischen Wilhelms-Universität Münster von 1967 bis 1972 wechselte Sinn an die Universität Mannheim, an der er 1978 promoviert wurde und sich 1983 habilitierte.
Von Juli 1984 bis Februar 1994 war Sinn Inhaber des Lehrstuhls für Volkswirtschaftslehre, insbesondere Versicherungswissenschaft, an der Ludwig-Maximilians-Universität München. Danach wechselte er auf den Lehrstuhl für Nationalökonomie und Finanzwissenschaft, auf dem er bis zu seiner Emeritierung im Jahr 2016 das finanzwissenschaftliche Curriculum unterrichtete. Zu den bei Hans-Werner Sinn promovierenden Schülern gehören u. a. die Ökonomen Kai A. Konrad und Marcel Thum.
Er war zweimal je ein Jahr als Gastprofessor an der University of Western Ontario in Kanada, als Gastprofessor an der London School of Economics sowie an den Universitäten Bergen, Stanford, Princeton, Oslo und Jerusalem tätig. Er hielt als bislang einziger Deutscher Yrjö Jahnsson Lectures in Helsinki und Tinbergen Lectures in Amsterdam. Seit 1988 ist Sinn zudem Honorarprofessor an der Universität Wien.
Von 1997 bis 2000 war er Vorsitzender des Vereins für Socialpolitik, des Fachverbandes der deutschsprachigen Ökonomen, den er grundlegend reformierte. Sinn hat sich in besonderer Weise um die Internationalisierung der Volkswirtschaftslehre der deutschsprachigen Länder eingesetzt. Er gründete in seiner Amtszeit zwei Zeitschriften – die German Economic Review und die Perspektiven der Wirtschaftspolitik –, schuf den Gossen-Preis für international publizierende junge Ökonomen und richtete ein umfangreiches Prämienprogramm für Vorträge junger deutschsprachiger Wissenschaftler auf internationalen Fachkonferenzen ein. Zwischen 2006 und 2009 war Sinn Präsident des International Institute of Public Finance, des Weltverbandes der Finanzwissenschaftler. Außerdem ist er seit 1998 Fellow des National Bureau of Economic Research in Cambridge (USA).
Sinn gründete im Jahr 1991 das Center for Economic Studies der Ludwig-Maximilians-Universität, dessen Aufgabe im Wesentlichen darin bestand, internationale Gastwissenschaftler an die volkswirtschaftliche Fakultät zu holen. Auf der Basis des CES gründete er das erste für alle Doktoranden der Fakultät verpflichtende Graduiertenprogramm für Volkswirte in Deutschland. Im Jahr 1999 schuf er zusammen mit dem ifo Institut für Wirtschaftsforschung, dessen Präsidentschaft er im gleichen Jahr übernahm, im Rahmen der CESifo GmbH das internationale CESifo-Forschernetzwerk.
Ab Februar 1999 war Sinn Präsident des ifo Instituts für Wirtschaftsforschung. Das Institut erhielt während seiner Amtszeit eine dezentrale Struktur mit acht Bereichsleitern, die bei reduziertem Deputat als Professoren zugleich der volkswirtschaftlichen Fakultät der LMU zugeordnet sind. Unter seiner Leitung wurde das Institut im Januar 2010 von einer Serviceeinrichtung (Einrichtung, die überwiegend wissenschaftliche Infrastrukturaufgaben wahrnimmt) zu einer Forschungseinrichtung rückumgewandelt, deren Forschungsleistungen bei der im Jahr 2012 eingeleiteten Regelevaluierung des ifo Instituts durch den Senat der Leibniz-Gemeinschaft als „sehr gut, in Teilen sogar exzellent“ bezeichnet wurden. Die Leibniz-Gemeinschaft hob hervor, dass es Hans-Werner Sinn immer wieder gelungen sei, wichtige öffentliche Debatten zu den verschiedenartigsten Themen anzustoßen. Die Amtszeit von Hans-Werner Sinn als ifo-Präsident endete im März 2016, als er 68 Jahre alt wurde und in den Ruhestand trat. Seit 2017 ist er „ständiger Gastprofessor“ an der Universität Luzern.
Hans-Werner Sinn war von 2000 bis 2010 Aufsichtsratsmitglied der HypoVereinsbank.
2016 war er Teilnehmer an der Bilderberg-Konferenz in Dresden.
Er lebt in Gauting bei München und hat drei erwachsene Kinder. Sinn war von 1971 bis zu ihrem Tod im Jahr 2023 mit der Ökonomin und Dozentin Gerlinde Sinn verheiratet, die er während seines Studiums kennengelernt hatte.

## Forschungsgebiete
Sinn beschäftigte sich in seinen ersten wissenschaftlichen Jahren vor allem mit der ökonomischen Risikotheorie. Schwerpunkte dieser Arbeiten lagen bei der Symbiose von Erwartungsnutzentheorie und der axiomatischen Fundierung der Mittelwert-Varianz-Analyse, besonders der Fundierung des Prinzips des unzureichenden Grundes, bei der psychologischen Fundierung von Risikopräferenzfunktionen und vor allem der Analyse von Risikoentscheidungen mit Haftungsbeschränkungen. Nach dem Urteil von Martin Hellwig nahm Sinn damit die bislang als Basiswerk geltende Arbeit von Stiglitz und Weiss aus dem Jahr 1981 vorweg.
Einen besonderen Schwerpunkt seiner Arbeit bildeten Probleme des längerfristigen wirtschaftlichen Wachstums. Vor Abel, Blanchard und Chamley formulierte Sinn das ökonomische Zentralplanungsmodell des wirtschaftlichen Wachstums in der Tradition von Robert Solow als intertemporales allgemeines Gleichgewichtsmodell mit dezentral optimierenden Akteuren und Markträumungsbedingungen.
1987 erschien Sinns Habilitationsschrift zu den Anreizwirkungen beschleunigter Abschreibungen und der verschiedenen Komponenten der Kapitaleinkommensbesteuerung auf die intertemporale, internationale und intersektorale Ressourcenallokation.
1991 veröffentlichte Hans-Werner Sinn zusammen mit seiner Frau Gerlinde Sinn das Buch Kaltstart, das eine Analyse der Fehler der Vereinigungspolitik bietet. Die Autoren kritisieren die „Verschleuderungspolitik“ der Treuhandanstalt zu Lasten der ostdeutschen Bevölkerung und die unter dem Einfluss westlicher Arbeitgeberverbände und Gewerkschaften betriebene, der Marktentwicklung vorgreifende Politik der schnellen Lohnangleichung, die zum eigenen Schutz als Investitionsbremse zur Abwehr ausländischer Direktinvestitionen geplant gewesen sei. Das Buch wurde in mehrere Sprachen übersetzt.
Sinn sieht die grundsätzliche Begründung des Sozialstaats in seiner Funktion als Versicherungsinstitution. Die staatliche Umverteilung versichere die Staatsbürger vor Gefahren des Lebens, die von privaten Versicherungen nicht versichert werden, und indem sie das tut, erhöht sie die Wagnisbereitschaft der Menschen, was produktive wirtschaftliche Wirkungen entfaltet.
Sinns 2003 erschienenes Buch Ist Deutschland noch zu retten? löste eine Debatte zum Reformstau in Deutschland aus und kann nach Auffassung des damaligen Vorsitzenden des Sachverständigenrates als Ideengeber für die Agenda 2010 betrachtet werden. Im Zentrum des Buches steht der Vorschlag, die sogenannte aktivierende Sozialhilfe einzurichten. Diese bedient sich persönlicher Lohnzuschüsse für Geringqualifizierte, um sicherzustellen, dass niemand mehr von dem allein leben muss, was er sich selbst erarbeiten kann, und dass in der Summe aus diesen Zuschüssen und dem markträumenden Lohn ein aus sozialer Sicht akzeptables Gesamteinkommen oberhalb des soziokulturellen Existenzminimums entsteht. Mit über 100 000 gedruckten Exemplaren gehört das Buch zu den erfolgreichsten wirtschaftswissenschaftlichen Monographien der Gegenwart. Die englische Übersetzung wurde im Journal of Economic Literature durch einen Übersichtsartikel gewürdigt, da es ein „wichtiger Beitrag zur Frage (sei), wie der Sozialstaat reformiert werden sollte, um die Vorteile der Globalisierung nutzbar zu machen und den Armen zu helfen.“
In Der Kasino-Kapitalismus (2009) beschreibt Sinn, wie es 2007 als Folge von Politik- und Marktversagen zur globalen Finanzkrise kam. Er erhebt den Vorwurf, dass Banken wegen einer unzureichenden Regulierung mit zu wenig haftendem Eigenkapital arbeiten durften und deswegen zum „Glücksspiel“ neigten. Das Handelsblatt bezeichnete dieses Buch als eines der 50 wichtigsten Ökonomiebücher aller Zeiten.

## Politische Standpunkte
Sinn selbst bezeichnet seine wirtschaftspolitische Position als „finanzwissenschaftlich“, also als Denkrichtung, die die aktive Rolle des Staates bei der Überwindung von Verteilungs- und Allokationsproblemen der Marktwirtschaft betont. Er äußerte sich jedoch auch positiv über den Ordoliberalismus im Sinne von Ludwig Erhard und Walter Eucken, nach dem der Staat vor allem den Ordnungsrahmen der Marktwirtschaft zu definieren habe.
Kurz vor der Bundestagswahl 2005 unterzeichnete Sinn mit 242 weiteren deutschen Wirtschaftswissenschaftlern einen öffentlichen Aufruf, den Hamburger Appell, für "wirtschaftspolitische Reformen" in Deutschland.

### Eurokrise
Sinn war einer der ersten von 279 Ökonomieprofessoren, die während der Eurokrise einen von Walter Krämer zusammen mit Stefan Hoderlein (Boston) und Manfred Deistler (Wien) im Juli 2012 initiierten Aufruf unterschrieben, der sich gegen eine „Vergemeinschaftung der Bankenschulden“ durch eine gemeinsame Einlagenversicherung innerhalb der Eurozone wendet. In einer Presseerklärung stellte das ifo Institut klar, dass Sinn im Gegensatz zu manchen anderslautenden Pressemeldungen nicht zu den Autoren des Aufrufs gehörte.
Sinn sieht die Ursache der europäischen Schuldenkrise in einer durch den Euro induzierten, künstlichen Zinskonvergenz, die in den ersten Jahren des Euro in den Ländern Südeuropas zu einer inflationären Kreditblase führte. Diese verringerte die internationale Wettbewerbsfähigkeit der betroffenen Länder und führte zu hohen Leistungsbilanzdefiziten der Schuldenländer gegenüber den historischen Hartwährungsländern.
Als im Zuge der globalen Finanzkrise ab 2007 und der europäischen Finanz- und Schuldenkrise im Besonderen der Interbankenmarkt versiegte, gingen die europäischen Kreditinstitute, insbesondere in den Ländern der Peripherie, dazu über, sich vermehrt bei ihren nationalen Notenbanken zu refinanzieren, was die EZB durch eine Lockerung ihrer Pfänderpolitik sowie durch das Tolerieren von ELA-Krediten ermöglichte. Die so auf nationaler Ebene geschaffene Zusatzliquidität wurde verwendet, die Leistungsbilanzdefizite weiterhin zu finanzieren, Schulden im Ausland zu tilgen und dort Vermögensobjekte zu kaufen. Die entsprechenden Nettoüberweisungen in andere Länder, die sogenannten Zahlungsbilanzdefizite, werden durch die Target-Salden gemessen (siehe auch Target2).
Gemäß Sinn handelt es sich damit bei den Target-Salden um öffentliche internationale Kredite, weil es um Zahlungen geht, die die nationalen Notenbanken mangels Einlagen beim Eurosystem einander kreditieren. Sie sind mit den anderen offiziellen Finanzhilfen wie den Rettungsschirmen vergleichbar, doch werden sie statt von den Parlamenten der Eurozone vom EZB-Rat ermöglicht. Ihren Höhepunkt erreichten die Target-Forderungen des nordeuropäischen Euroblocks im August 2012 mit über 1.000 Milliarden Euro. Damals gab es in Deutschland nur noch Überweisungsgeld, das auf dem Wege einer Kreditschöpfung seitens anderer Notenbanken entstanden war. Dank Sinn fanden die Target-Salden Eingang in die öffentliche Debatte. Er war zudem der erste, der den Zusammenhang zwischen Target-Salden und Zahlungsbilanzungleichgewichten aufzeigte.
Sinn fordert eine Beendigung der Käufe von Staatsanleihen durch die EZB. Er war einer von 136 deutschen Wirtschaftsprofessoren, darunter Roland Vaubel, Bernd Lucke, Jürgen B. Donges, Manfred J. M. Neumann und Georg Milbradt, die kurz vor den Bundestagswahlen im September 2013 in einem Aufruf der EZB rechtswidrige monetäre Staatsfinanzierung vorwarfen. Der Bundesregierung und dem Deutschen Bundestag wirft er vor, es versäumt zu haben, eindeutige Kreditbedingungen für die Krisenprozedur ausgehandelt zu haben. Seiner Meinung nach führt der Europäische Stabilitätsmechanismus zur Schwächung des Euro und zur Gefährdung des europäischen Einigungswerkes.

### Einwanderung
Sinn vertrat in der Frankfurter Allgemeinen Zeitung die Auffassung, dass Migranten den deutschen Staat netto mehr kosteten, als sie ihm brächten. Der Artikel hatte zwei Teile. Der erste thematisierte den Arbeitsmarkt, für den Zuwanderung ein Gewinn sei. Der zweite Teil behandelt den Staat, und da sei fiskalisch ein Verlust zu bilanzieren. Herbert Brücker hatte diese Auffassung bereits ein Jahr zuvor kritisiert. Sinn bezieht sich auf Rechnungen von Holger Bonin, der auf einen langfristigen Verlust von 79.000 Euro pro Flüchtling kommt. Auch Bernd Raffelhüschen kommt auf erhebliche Nettokosten der Flüchtlinge für den deutschen Staat.

### Energiepolitik
Im manager magazin bezeichnete Sinn die Energiewende in Deutschland weg von der Atomkraft als ökologischen Irrweg und formulierte „Die einzige Hoffnung der Menschheit war die Atomkraft“. Auf verschiedenen Veranstaltungen hält Sinn regelmäßig kritische Vorträge zur deutschen Energiewende. Er entwickelte in seinem Buch Das grüne Paradoxon eine angebotsseitige Klimatheorie, die im Kern besagt, dass Maßnahmen zur Einschränkung der Nachfrage nach fossilen Brennstoffen irrelevant für das Klima sind, wenn es nicht gelingt, eine Einschränkung der Ressourcenextraktion zu bewirken. Das Buch wurde auch auf Englisch übersetzt und hat zu einer umfangreichen internationalen Diskussion geführt. Sinn stellt zwar den deutschen Weg zur Energiewende in Frage, aber bejaht die Notwendigkeit einer Energiewende an sich. Dazu empfiehlt er einen weltweiten Emissionshandel sowie den weltweiten Übergang zu einem System der Quellensteuern für Kapitalerträge, um den Ressourcenbesitzern den Anreiz zu nehmen, ihre Bodenschätze in Finanzvermögen zu verwandeln.
In seinem Aufsatz Buffering Volatility kam Sinn 2017 zum Ergebnis, dass es trotz der Reduktion des Speicherbedarfs durch einen vollständigen Stromverbund von den Alpen bis nach Norwegen nicht möglich sei, mehr als einen Marktanteil von 50 % für Wind- und Solarstrom zu erreichen, wenn man die Pufferung durch Pumpspeicherkraftwerke vornehme und auf eine Abregelung der den Verbrauch überschießenden Stromspitzen verzichte. Wissenschaftler des DIW kritisierten Sinns Ausführungen im selben Fachjournal und bescheinigten ihm unter anderem bei seiner Methodik implizite Annahmen getroffen zu haben, die erhebliche Auswirkungen auf die Ergebnisse hätten. Deshalb wichen seine Ergebnisse von anderen Studien zum Thema ab. Dabei replizierten die Wissenschaftler Sinns Methodik, ohne aber bestimmte Prämissen von Sinn zu übernehmen, was die Ergebnisse laut den Autoren deutlich veränderte. So führe z. B. Sinns Prämisse, im Widerspruch zum etablierten Forschungsstand gänzlich auf Abregelungen zu verzichten, zu einem deutlich überhöhten Speicherbedarf, da unter dieser Annahme jede einzelne kWh Wind- und Solarstrom gespeichert werden müsse. Dies führe unter anderem dazu, dass seine Ergebnisse bezüglich des notwendigen Ausbaus von Stromspeichern, um ein bis zwei Größenordnungen über den Ergebnissen anderer Studien lagen. Tatsächlich sei es aber wirtschaftlicher, einen Teil erneuerbarer Erzeugungsspitzen abzuregeln als sie gänzlich zu speichern. Dadurch sei es möglich, mit viel weniger Speichervolumen auszukommen. Die Autoren kommen in ihrem Fazit zu dem Ergebnis, dass „der Bedarf an elektrischen Energiespeichern den weiteren Ausbau variabler erneuerbarer Energien nicht begrenzt“. Sinns von einer Vielzahl anderer Studien abweichende Ergebnisse kämen deshalb zustande, weil er nur „corner solutions“ berücksichtige, d. h. entweder gar keine Speicher ansetze, was zu massiven Abregelungen führe, oder überhaupt keine Abregelungen zulasse, was wiederum zu einem sehr hohen Speicherbedarf führe. Kosteneffizient sei jedoch die Kombination verschiedener Möglichkeiten. Zudem betonen die Autoren, dass der Bedarf an Stromspeichern weiter gesenkt werden könne, indem weitere Flexibilitätsoptionen wie die Kopplung des Stromsektors mit dem Wärme- und Verkehrssektor oder die Erzeugung von Wasserstoff genutzt würden.

### Klimapolitik

Hans-Werner Sinn

Sinn kritisierte 2008 in seinem Buch Das grüne Paradoxon, dass sich Politik und Theorie fast ausschließlich mit der Nachfrageseite des Kohlenstoffmarktes befassten und das Angebot vernachlässigten. Tatsächlich nütze es aber nichts, wenn eine Gruppe von Ländern die Nachfrage nach fossilen Brennstoffen reduziere, da die Anbieter ihre Mengen dann andernorts auf der Welt zu niedrigeren Preisen verkauften. Was aus dem Boden herauskomme, werde auch verbrannt – wenn nicht in Europa, dann anderswo. Trotz erheblicher Anstrengungen zur Reduktion der Nachfrage in Europa sei es bis zu diesem Zeitpunkt (Jahr 2007) noch nicht zu einer Senkung der weltweit ausgestoßenen Mengen an CO2 gekommen. Der Ausstoß an CO2 steige leider vielmehr unvermindert an.
Das „grüne Paradoxon“ besteht nach Sinn in dem Umstand, dass die Besitzer der Ressourcen die Ankündigung der Energiewende als drohende Marktvernichtung interpretieren und deshalb darauf mit einer Beschleunigung der Ressourcenextraktion reagieren. Dies berge die Gefahr, dass der Klimawandel sogar noch beschleunigt werde. Länder, die nicht an den Nachfragebeschränkungen teilnehmen, haben demnach einen doppelten Vorteil. Sie können nicht nur den Kohlenstoff verbrennen, der von den „grünen“ Ländern freigegeben wird („leakage effect“), sondern zusätzlich die Kohlenstoffmengen, die die Anbieter entsprechend dem „grünen Paradoxon“ vorzeitig aus der Erde holen.
Sinn unterstützt die Forderung des Nobelpreisträgers William D. Nordhaus zur Gründung eines internationalen Klimaklubs. Die Mitgliedschaft müsse dann die Verpflichtung zu bindenden Mengenbeschränkungen beim CO2-Ausstoss umfassen. Mitglieder sollten den Vorteil des Freihandels genießen, von dem Nichtmitglieder ausgeschlossen sein müssten. Damit die Mitgliedschaft in einem Klimaklub hinreichend attraktiv sei, müsste er jedoch genügend Länder umfassen.
Im Februar 2023 kritisierte Sinn die Vorstellung, dass der einseitige (unilaterale) Ausstieg Deutschlands und Europas aus der CO2-Emission für die übrige Welt eine Vorbildfunktion haben würde. Diese „extremistische Klimapolitik“ sei vielmehr „ein Negativbeispiel für die ganze Welt“. China und andere Schwellenländer würden „einen Teufel tun, uns zu folgen, wenn wir unsere Unternehmen mit Energieverboten aus dem Land jagen und den Lebensstandard der Bevölkerung ruinieren“. Das Gerede von der Vorbildfunktion und den Wettbewerbsvorteilen, die wir durch diese Politik angeblich generieren, sei Propaganda. Ferner forderte Sinn eine Kehrtwende der deutschen Außenpolitik. Berlin müsse „sofort mit einer neuen Entspannungspolitik gegenüber den großen Mächten dieser Erde beginnen“, den „außenpolitischen Moralismus unterlassen und den Ausgleich mit China suchen“. Die Erderwärmung zu bremsen sei wichtiger als die Frage, wo welche Ländergrenzen gezogen werden. Die würden laut Sinn „sowieso überrannt, wenn es auf der Erde zu heiß würde“. Daher sei es wichtig, „einen weltumfassenden Klimaklub mit den USA, China und Indien schnell zu gründen.“
Sinn behauptete Anfang August 2023 in der Bild-Zeitung, dass die Energiewende und der nationale Klimaschutz die aktuelle Situation verschlimmerten. Angesichts des in der EU 2035 anstehenden Endes für neue Benzin- und Dieselautos sagte er: „Per saldo beschleunigt sich also der Klimawandel wegen des Verbrennerverbots.“ Die Maßnahme sei unnütz und ruiniere die deutsche Automobilindustrie, senke den Lebensstandard und subventioniere andere Länder, insbesondere China. Sollte Deutschland künftig weniger Öl kaufen, lande mehr davon auf den Weltmärkten und werde von anderen gekauft. Das gelte genauso für Kohle und andere fossile Brennstoffe. Der CO2-Ausstoß könne nur reduziert werden, wenn alle Staaten mitmachen. Sinn hielt es angesichts möglicher Ausfälle für fahrlässig, alleine auf den Ausbau der erneuerbaren Energien zu setzen, denn man könne „die Energiewende leider nicht ohne fossile Energieträger bestreiten, weil wir auf die Kernkraft verzichten“. Er wiederholte diese Thesen Ende August in der FAZ.
Widerspruch erntete Sinn vom deutschen Wirtschaftswissenschaftler Lion Hirth nach denen Sonne und Wind im Zusammenspiel mit Netzen, Speichern und einem intelligenten Strommarkt eine sichere Stromversorgung garantierten. Sinns Behauptungen erinnerten ihn „an die Kampagnen der Energiekonzerne aus den 1990ern“. Auch die Wirtschaftswissenschaftlerin und Hochschullehrerin Monika Schnitzer konnte Sinns Argument nicht nachvollziehen: „Selbst wenn die ölexportierenden Länder ihr Öl weltweit billiger vermarkten, heißt das nicht, dass sie insgesamt mehr fördern als bisher, der Klimaschaden wird also nicht größer.“ Das Verbrennerverbot schade ebenfalls nicht der deutschen Autoindustrie. Die Politik setze im Gegenteil zu zögerlich auf den Umstieg und die Industrie werde nicht konsequent umgebaut. Die Wirtschaftswissenschaftlerin Veronika Grimm erkannte bei Sinn jedoch einen relevanten Aspekt, wenn dieser international koordinierten Klimaschutz präferiere. Der Volkswirt Moritz Schularick hielt Sinns These, „dass der CO₂-Ausstoß in Europa wegen des deutschen Atomausstiegs und der Kohleverfeuerung ansteige“ für nicht haltbar, was am funktionierenden europäische Emissionshandel liege. Erneuerbare Energie sei zudem „derart wettbewerbsfähig, dass sie auch woanders auf der Welt fossile Energieträger verdrängen“.
Die Wirtschaftswissenschaftlerin Claudia Kemfert sagte zu Sinns These, dass ein Verbrenner-Ausstieg in Deutschland die Klimakrise verschlimmern würde: „Das Gegenteil ist der Fall.“ Sinns These solle „in der Tat nur dazu führen, dass Politiker und Öffentlichkeit verunsichert werden.“

### Elektromobilität
In dem 2019 veröffentlichten Artikel Kohlemotoren, Windmotoren und Dieselmotoren: Was zeigt die CO2-Bilanz? kommen Christoph Buchal von der Forschungsstelle Jülich, Heinz-Dieter Karl und Hans-Werner Sinn zu dem Schluss, dass Elektroautos im günstigsten Fall eine CO2-Bilanz hätten, die mit Dieselmotor-Autos vergleichbar sei. Konkret verglichen wurde ein Tesla Model 3 Long Range Dual Motor mit einem Mercedes-Benz C 220 d (OM 654).
Die Schlussfolgerung der Studie wurde anschließend in Medien und von Wissenschaftlern aufgegriffen und teils heftig kritisiert; unter anderem nahm eine 2019 in der Fachzeitschrift Joule publizierte Studie Sinns Arbeit als Referenz, um speziell an ihr die üblichen Mängel bei Prämissen und Methodik von solchen Studien darzustellen, die E-Autos nur geringe Umweltvorteile attestieren. Sinns Studie enthielte gemäß öffentlich geäußerter Kritik etliche Fehlannahmen. So sei u. a. mit Verbrauchsangaben des NEFZ-Fahrzyklus gearbeitet worden, anstatt des deutlich realitätsnäheren WLTP-Fahrzyklus.
Im April 2019 unterstellte Stefan Hajek, Autor der Wirtschaftswoche ihm sogar absichtliche Voreingenommenheit zu Gunsten des Dieselmotors: „Es drängt sich der Verdacht auf, dass ein bestimmtes Ergebnis zu Gunsten des Diesels erreicht werden sollte. […] Die Studien von Paul Scherrer Institut, Fraunhofer, ICCT und Forschungsgesellschaft für Energiewirtschaft, Agora Energiewende […] dürften der Wahrheit sehr viel näher sein.“ Sinn und Buchal antworteten der Kritik in einem Gastbeitrag in der FAZ. Sinns Festhalten an der Verbrenner-Technik beschrieb Peter Bofinger im Dezember 2024 in der FAZ mit dem Zitat von Kaiser Wilhelm II.: „Ich glaube an das Pferd, das Automobil ist eine vorübergehende Erscheinung“.

### Geldpolitik
Nachdem Ende 2021 sein Buch Die wundersame Geldvermehrung erschienen war, wies Hans-Werner Sinn in mehreren Interviews auf die Gefahr anhaltender inflationärer Tendenzen v. a. in Europa, aber auch in den USA hin.

## Öffentlicher Einfluss
Laut einer Umfrage der Financial Times Deutschland zusammen mit dem Verein für Socialpolitik unter 550 deutschen Wirtschaftsexperten im Jahr 2006 schrieben die Befragten „nur zwei Vertretern der eigenen Zunft nennenswerten Einfluss auf die Politik [zu]: Bert Rürup und Hans-Werner Sinn“. Nach einer Untersuchung des Zentrums für Europäische Wirtschaftsforschung und der Universität Konstanz im Jahre 2007 rangierte Sinn gemessen an der Anzahl der Zitierungen in wirtschaftswissenschaftlichen Fachzeitschriften auf dem zweiten Platz unter den deutschen Ökonomen nach Reinhard Selten. In der Liste „Die wichtigsten Wirtschaftswissenschaftler“ der Wirtschaftswoche von 2011 belegte er den ersten Platz. Für die britische Zeitung The Independent gehört Sinn wegen seiner Forschung zu den Target-Salden zu den zehn einflussreichsten Menschen, die 2011 die Welt verändert haben. Die Forschungsdatenbank RePEc ermittelt regelmäßig aufgrund von Zitierungen weltweit die forschungsstärksten Ökonomen. Sinn erreichte 2012 bis einschließlich 2016 den besten Platz für einen deutschen Ökonom, sein Ranking reiht ihn 2016 weltweit in die obersten 0,2 % und europaweit unter die 0,1 %. Er war als einziger Deutscher in der Bloomberg-Liste der fünfzig weltweit einflussreichsten Persönlichkeiten der Wirtschaft des Jahres 2012 aufgeführt. Nach einer Erhebung der Zeitschrift Cicero zum Einfluss auf den öffentlichen Diskurs im zurückliegenden Jahrzehnt, die im Januar 2017 die 500 wichtigsten deutschen Intellektuellen auflistete, lag Sinn zu diesem Zeitpunkt auf Platz 4 hinter Martin Walser, Peter Sloterdijk und Peter Handke.
Nach dem Ökonomenranking der Frankfurter Allgemeinen Zeitung, basierend erstens auf einer Umfrage unter Bundestagsabgeordneten und Mitarbeitern von Bundesministerien mit der Frage „Den Rat oder die Publikationen welcher Ökonomen schätzen Sie am meisten für Ihre Arbeit?“, zweitens der Medienpräsenz und drittens der Bewertung der Publikationen in Form von wissenschaftlichen Aufsätzen der letzten fünf Jahre, belegte Sinn 2013, 2014 und 2015 den ersten Platz in Deutschland. Nach seiner Emeritierung rutschte er auf den zweiten Platz ab. Obwohl Sinn in der Kategorie Forschung, die allein auf der Basis der wissenschaftlichen Aufsätze der letzten fünf Jahre erstellt ist und wissenschaftliche Monographien nicht berücksichtigt, nicht unter den besten 50 aufscheint, erläutert die FAZ, hat in Deutschland kein anderer Ökonom so viel Gewicht in Medien und Politik, Sinn sei aber auch in der Forschung präsent. Ähnliches wiederholte sich 2015.
Sinns h-Index gemäß Scopus lag im März 2024 bei 24.
In seinem Kommentar Der Boulevardprofessor in der Financial Times Deutschland vom 30. März 2007 meinte der Wirtschaftsjournalist Mark Schieritz, dass Sinn umso größere publizistische Geschütze auffahre, je weniger seine Thesen Beachtung fänden. Im Jahr 2012 bezeichnete Schieritz in der Zeit Sinn als „ökonomischen Seismograph der Republik“, der mit seinen Büchern und Interviews den Sound zu den wirtschaftspolitischen Megatrends der vergangenen 30 Jahre geliefert habe. Der Stern bezeichnete Sinn 2015 anlässlich seiner Abschiedsvorlesung als den "Donald Trump der Ökonomie" und begründete das damit, dass Sinn eigentlich kein Wissenschaftler sei, sondern vielmehr ein "Prediger im Professorengewand". Wissenschaftler entwickelten Thesen, testeten sie an der Realität und verwarfen sie, wenn sie an dieser scheiterten. Sinn hingegen habe seine Thesen nie überarbeitet, sondern versuche stattdessen, die Realität umzudeuten.

## Kontroversen
Im Oktober 2008 bezeichnete Sinn in der öffentlichen Diskussion über die Finanzkrise deutsche Manager als Sündenböcke, nach denen in jeder Krise gesucht werde. In der Weltwirtschaftskrise von 1929 habe es in Deutschland die Juden getroffen, heute seien es die Manager. Diese Äußerung stieß nicht nur beim Zentralrat der Juden in Deutschland, sondern auch bei Politikern verschiedener Parteien sowie Repräsentanten des öffentlichen Lebens auf Kritik, da die Aussage eine Gleichsetzung der Kritik an den Managern mit der Judenverfolgung darstelle. Noch am selben Tag nahm Sinn den Vergleich zurück. Das Ifo veröffentlichte kurz darauf Stellungnahmen, in denen jüdische Bekannte und Kollegen Sinn gegen seine Kritiker verteidigten.
Im Zuge der europäischen Finanzkrise kritisierte Finanzminister Wolfgang Schäuble Sinns Position bezüglich des Euro-Rettungsschirms. So sei laut Schäuble mit der „Autorität von akademischen Titeln und von wissenschaftlichen Instituten, die mit viel Geld vom deutschen Steuerzahler subventioniert werden, eine besondere Verantwortung verbunden“. Die Berechnungen zu Griechenland seien jedoch „mal wieder ein Beispiel dafür, wie man dieser Verantwortung nicht sonderlich gut gerecht wird“. In einer Pressemitteilung wies das ifo Institut die Kritik zurück und warf Schäuble vor, die Bedeutung der Target-Salden in seinen Berechnungen nicht zu berücksichtigen. In der Festschrift, die Sinn zum Abschied erhielt, lobte Schäuble freilich die zutiefst europäische Orientierung von Sinn und pries seine Scharfzüngigkeit und gedankliche Schärfe, die für Politiker zwar nicht immer angenehm sei, die man aber aushalten müsse. Er erklärte: „Er darf nun zwar aus dem Amt scheiden, leider – aber aufhören, sich als Ökonom an der politischen Debatte zu beteiligen, das darf er bitte nicht!“

## Mitgliedschaften
- Vorsitzender des Ordnungspolitischen Ausschusses des Wirtschaftsbeirats Bayern (seit 2020)[108]
- Europäische Akademie der Wissenschaften und Künste (seit 2013)[109]
- Nationale Akademie der Wissenschaften Leopoldina[110] (seit 2013)
- Österreichische Akademie der Wissenschaften, Philosophisch-Historische Klasse, korrespondierendes Mitglied (seit 2012)
- Präsident des Weltverbandes der Finanzwissenschaftler 2006–2009 (International Institute of Public Finance)
- Stiftungsrat Karlspreis, Aachen (seit 2007)
- Fellow der European Economic Association (EEA) (seit 2004)
- European Economic Advisory Group at CESifo (seit 2001)
- Nordrhein-Westfälische Akademie der Wissenschaften und der Künste (seit 2001)
- Bayerische Akademie der Wissenschaften, Historisch-Philosophische Klasse (seit 1996)
- National Bureau of Economic Research (NBER), Cambridge, Mass., Research Associate (seit 1989)
- Mitglied des Wissenschaftlichen Beirats beim Bundeswirtschaftsministerium (seit 1989)
- Mitglied des Wissenschaftlichen Beirats der Stiftung Familienunternehmen[111]

## Ehrungen (Auswahl)

### Ehrendoktorwürde
- 1999 – Ehrendoktorwürde (Dr. rer. pol. h. c.), Universität Magdeburg
- 2011 – Ehrendoktorwürde, Universität Helsinki[112]
- 2013 – Ehrendoktorwürde, HHL Leipzig Graduate School of Management[113][114]
- 2017 – Ehrendoktorwürde, Ökonomischen Universität Prag[115]
- 2021 – Ehrendoktorwürde, Universität Luzern[116]

### Weitere
- 1979 – Erster Preis der Universität Mannheim für die Dissertation (Stiftung Rheinische Hypothekenbank)
- 1984 – Erster Preis der Universität Mannheim für die Habilitationsschrift (Schitag Foundation)
- 1999 – Verdienstkreuz am Bande des Verdienstordens der Bundesrepublik Deutschland
- 2005 – Verdienstkreuz 1. Klasse des Verdienstordens der Bundesrepublik Deutschland
- 2008 – Bayerischer Maximiliansorden für Wissenschaft und Kunst
- 2008 – Gustav-Stolper-Preis des Vereins für Socialpolitik
- 2009 – Dinosaurier des Jahres (Negativpreis)[117][118]
- 2012 – Staatsmedaille für besondere Verdienste um die bayerische Wirtschaft[119]
- 2013 – Ludwig-Erhard-Preis für Wirtschaftspublizistik[120][121]
- 2015 – Hochschullehrer des Jahres des Deutschen Hochschulverbandes[122]
- 2017 – Friedrich-List-Medaille des Bundesverbands Deutscher Volks- und Betriebswirte e. V. (bdvb) in Gold[123][124]
- 2025 – Deutscher Staatsbürgerpreis der Staatsbürgerlichen Stiftung Bad Harzburg e. V.[125]

## Werke (Auswahl)
- Risiko als Produktionsfaktor (Antrittsvorlesung in München) von Hans-Werner Sinn. In: Jahrbücher für Nationalökonomie und Statistik 201, 1986, S. 557–571.
- Das Marxsche Gesetz des tendenziellen Falls der Profitrate. In: Zeitschrift für die gesamte Staatswissenschaft. 131, 1975, S. 646–696 PDF-Datei In der Online-Ausgabe bei jstor.org.
- Ökonomische Entscheidungen bei Ungewißheit. Hrsg. J. C. B. Mohr (Paul Siebeck), Tübingen 1980, ISBN 3-16-942702-4 (Dissertation).
  - englisch: Economic Decisions under Uncertainty. North-Holland Publishing, Amsterdam u. a. 1983, ISBN 0-444-86387-7.
- A Rehabilitation of the Principle of Insufficient Reason. In: Quarterly Journal of Economics. 95, 1980, S. 493–506.
- Common Property Resources, Storage Facilities and Ownership Structures: A Cournot Model of the Oil Market. In: Economica. 51, 1984, S. 235–252.
- Kapitaleinkommensbesteuerung. Eine Analyse der intertemporalen, internationalen und intersektoralen Allokationswirkungen. J. C. B. Mohr (Paul Siebeck), Tübingen 1985.
- Capital Income Taxation and Resource Allocation. North Holland Publishing, Amsterdam / New York / Oxford / Tokio 1987. (grundlegend überarbeitete englische Fassung von Kapitaleinkommensbesteuerung).
- Kaltstart – Volkswirtschaftliche Aspekte der deutschen Vereinigung. Mohr-Siebeck, Tübingen 1991.
- Der Staat im Bankwesen: Zur Rolle der Landesbanken in Deutschland, C.H. Beck Verlag, 1997, ISBN 978-3-406-41785-6
- The New Systems Competition. Yrjö Jahnsson Lectures, Basil Blackwell, Oxford 2003.
- Ist Deutschland noch zu retten? Econ Verlag, 2003, ISBN 3-430-18533-5.
- Mut zu Reformen. Fünfzig Denkanstöße für die Wirtschaftspolitik, München 2004.
- Die Basar-Ökonomie. Econ Verlag, 2005, ISBN 3-548-36944-8.
- Das grüne Paradoxon: Plädoyer für eine illusionsfreie Klimapolitik. Econ Verlag, 2008, ISBN 978-3-430-20062-2. Englisch: The Green Paradox, A Supply Side Approach to Global Warming, MIT Press 2012. ISBN 978-0-262-01668-1.
- Risk-Taking, Limited Liability, and the Banking Crisis. Selected Reprints. ifo Institut, München 2009, ISBN 978-3-88512-482-5.
- Der Kasino-Kapitalismus. Econ Verlag, 2009, ISBN 978-3-430-20084-4.
- Die Target-Falle – Gefahren für unser Geld und unsere Kinder. Hanser Verlag, 2012, ISBN 978-3-446-43353-3.
- Verspielt nicht eure Zukunft. Redline Verlag, 2013, ISBN 978-3-86881-486-6.
- Gefangen im Euro. Redline Verlag, 2014, ISBN 978-3-86881-525-2.
- The Euro Trap. On Bursting Bubbles, Budgets, and Beliefs. Oxford University Press, 2014, ISBN 978-0-19-870213-9.
- Der Euro. Von der Friedensidee zum Zankapfel. Hanser Verlag, 2015, ISBN 978-3-446-44468-3.
- Der Schwarze Juni – Brexit, Flüchtlingswelle, Euro-Desaster – Wie die Neugründung Europas gelingt, Herder, München 2016, ISBN 978-3-451-37745-7.
- Auf der Suche nach der Wahrheit, Herder, München 2018, ISBN 978-3-451-34783-2.
- Der Corona-Schock. Wie die Wirtschaft überlebt. Herder, Freiburg i.Br. (u. a.), 2020, ISBN 978-3-451-38893-4.
- Das grüne Paradoxon: Plädoyer für eine illusionsfreie Klimapolitik. Weltbuch Verlag, Dresden, ISBN 978-3-906212-57-9.
- The Economics of Target Balances: From Lehman to Corona, Palgrave Macmillan, London, November 2020, ISBN 978-3-030-50169-3.
- Die wundersame Geldvermehrung. Staatsverschuldung, Negativzinsen, Inflation. Herder, Freiburg 2021, ISBN 978-3-451-39127-9.